# شبه‌جزیره عربستان

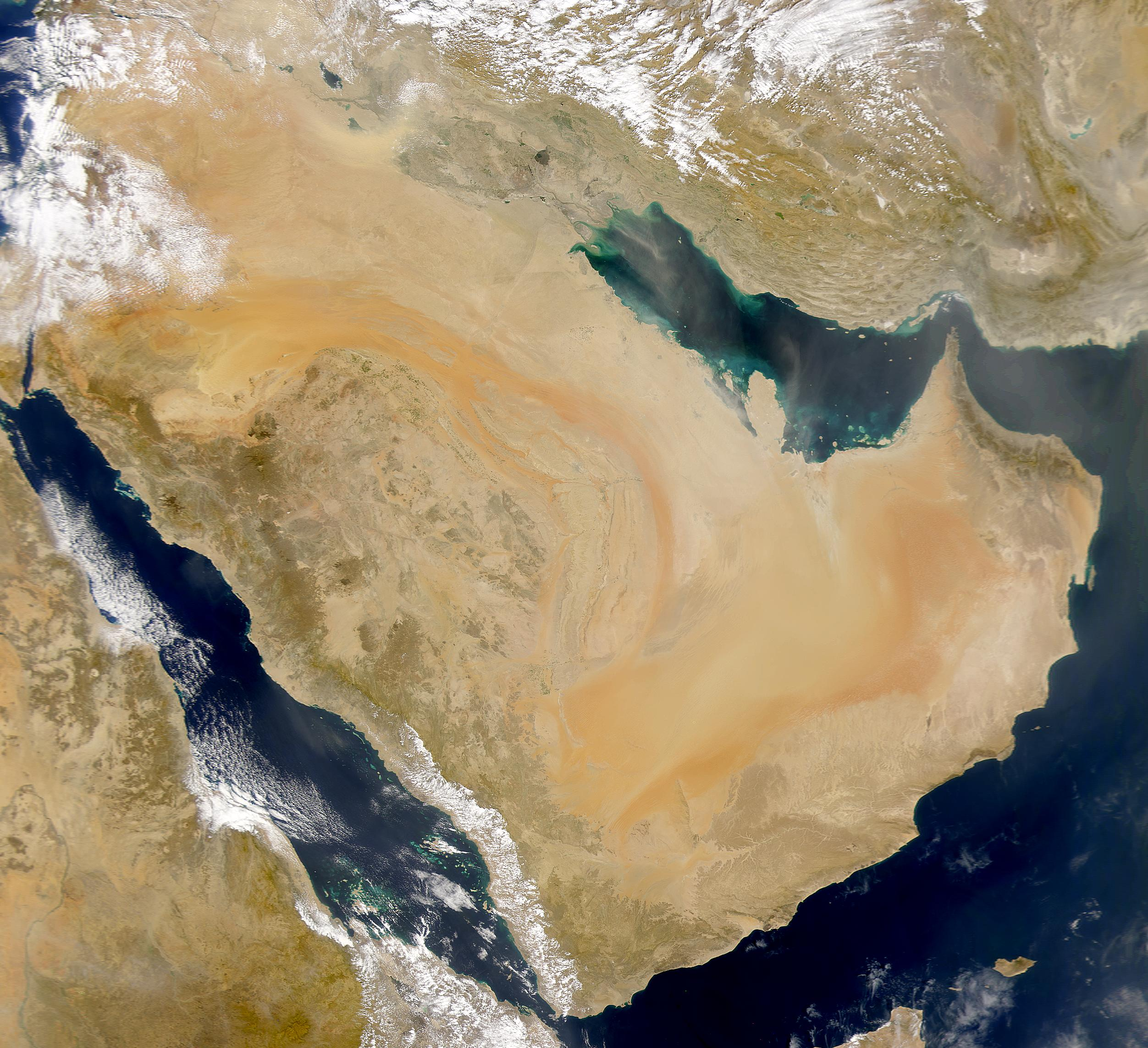
شبه جزیره عربستان

شبه‌جزیرهٔ عربستان (به عربی: شبه الجزيرة العربية)، وسیع‌ترین شبه‌جزیره جهان به مساحت حدود ۳٬۲۰۰٬۰۰۰ کیلومتر مربع است که در جنوب غربی آسیا واقع شده و دارای هوایی گرم و خشک است. از دید جغرافیائی، آن را گاه شبه قارهٔ عربستان نامیده‌اند که با توجه به قرار داشتن تمام این شبه جزیره بر روی صفحهٔ زمین‌ساختی عربستان، نام‌گذاری درست‌تری است. این شبه جزیره، خاستگاه و مسکن دیرینهٔ قوم عرب می‌باشد.
از نظر ساختمان طبیعی و جنس سکنه و نوع معیشت، این شبه‌جزیره دنباله صحرای بزرگ آفریقاست؛ چراکه دریای سرخ که عربستان کنونی را از آفریقا جدا می‌سازد به‌علت عرض بسیار کم چنین می‌نماید که در قدیم دریاچه طویلی بین عربستان و قسمت شرقی مصر بوده است. تلاطم امواج اقیانوس هند، باب‌المندب — که آن زمان تکه‌ای باریک از خشکی بوده — را به‌تدریج از میان برده و دریای سرخ — که آن زمان دریاچه بوده — را به اقیانوس هند متصل ساخته و عربستان را از آفریقا جدا کرده است. در قرن نوزدهم میلادی نیز متمدنین جدید با حفر کانال سوئز و مرتبط ساختن دریای سرخ با دریای مدیترانه، آخرین راه ارتباطی میان شبه‌جزیره عربستان و آفریقا را هم بریدند.

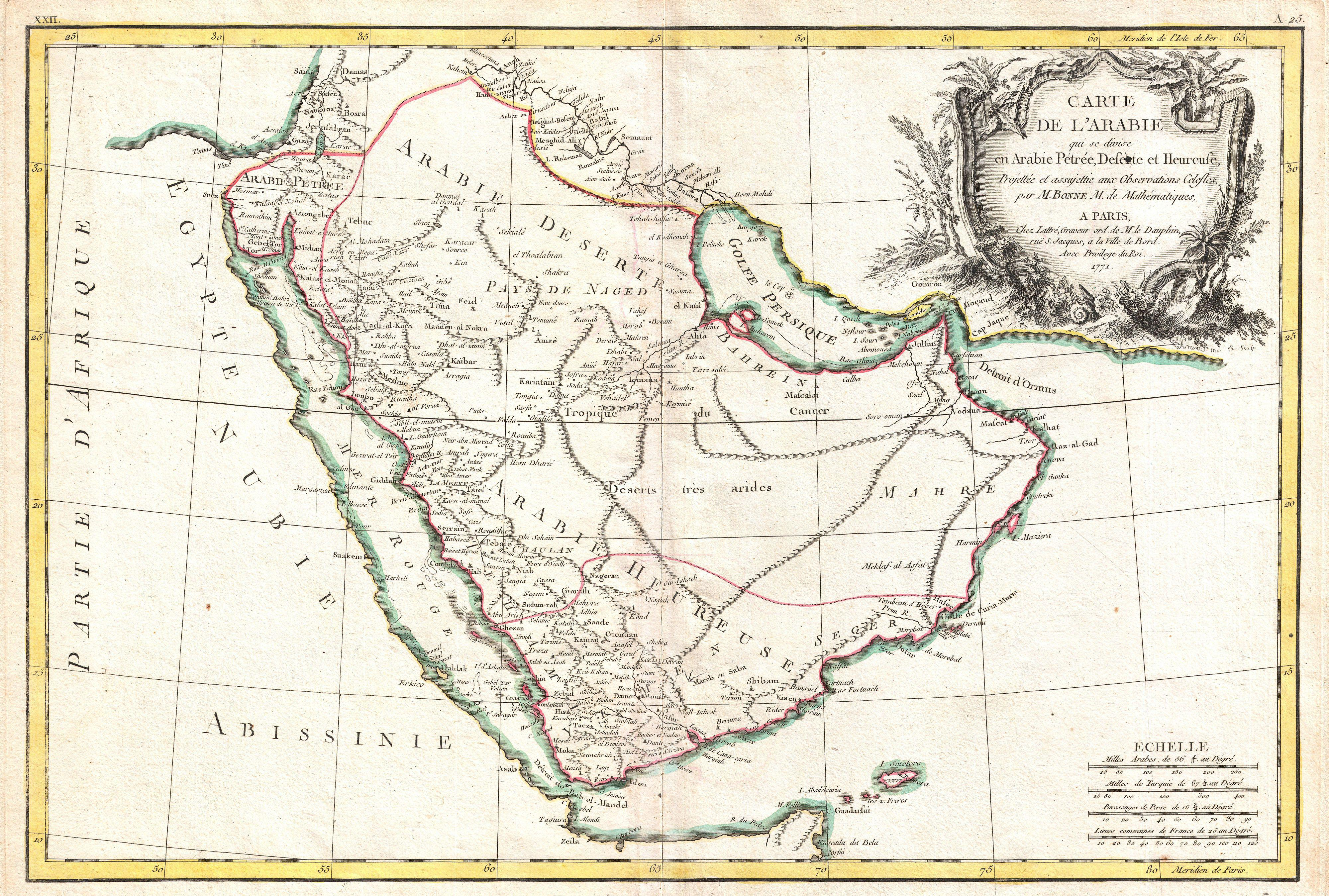
نقشه‌ای از شبه جزیره عربستان در سال ۱۷۷۱ میلادی

کشورهایی که در این شبه جزیره قرار دارند عبارت‌اند از:
- عمان
- یمن

- قطر
- کویت

- عربستان سعودی
- امارات متحده عربی
- بحرین

## تاریخ

### پیش از اسلام
عربستان پیش از اسلام عموماً بایر و آتش فشانی بوده و این امر کشاورزی را جز در جوار واحه‌ها و چشمه‌سارها، دشوار می‌نمود؛ بنابراین شهرها و دیارها در عربستان موقعیتی پراکنده و دور از هم داشتند و در بین آن‌ها دو شهر مکه و مدینه جزو شهرهای مهم عربستان محسوب می‌شدند. اجتماعی زندگی کردن برای زنده ماندن در شرایط صحرایی لازم بوده؛ بدون یاری یکدیگر و تشکیل قبیله، محیط ناملایم و شرایط سخت زندگی در صحرا حیات انسانی را غیرممکن می‌ساخت. نیاز به همبستگی و اتحاد افراد به عنوان یک گروه، موجبات تشکیل قبیله را فراهم می‌ساخت و این گروه‌های قبیله‌ای بر اساس وابستگی‌های خونی و قوم و خویشی تشکیل می‌شد. مردم عربستان یا کوچ‌نشین یا ساکن یک ناحیه بودند. گروه اول به صورت مداوم در تلاش برای یافتن آب و چراگاه برای حیواناتشان بوده، در حالی که گروه دوم با تکیه بر تجارت یا کشاورزی امرار معاش و گذران زندگی می‌نمودند. به‌دلیل شرایط سخت زندگی، کوچ نشینان برای ادامه زندگی تا حدی مجبور به یورش به کاروان‌ها و واحه‌های اطراف بوده و بنابراین از منظر آنان این‌گونه غارتها و چپاول‌گری‌ها، تبه‌کاری به‌حساب نمی‌آمد. مدینه به صورت عمده یک مرکز کشاورزی بود، در حالی که مکه یک مرکز مهم تجاری برای بسیاری از قبایل اطراف محسوب می‌گشت که شامل چند سرزمینی که شامل دولت عاد، یمن، اردن و غیره بود.

### عربستان سعودی

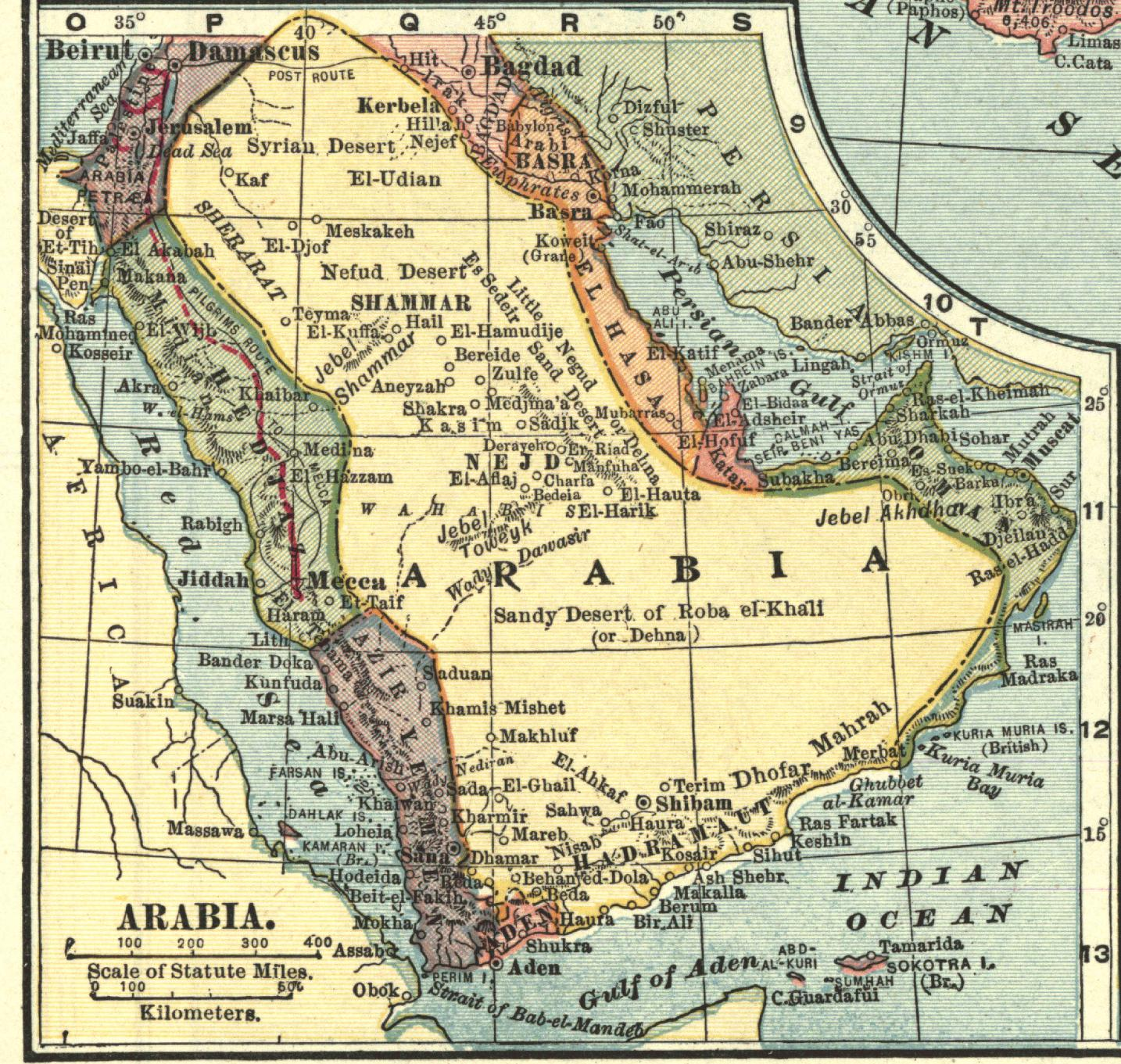
شبه جزیره عربستان در سال ۱۹۰۹

حکومت پادشاهی سعودی در سال ۱۷۵۰ (میلادی) به وسیله محمد بن سعود پایه‌ریزی شد. پس از وی ملک عبدالعزیز با پشتیبانی محمد بن عبدالوهاب، شهر ریاض را به تصرف درآورد. در زمان عبدالعزیز، استان عسیر، تهامه، حجاز، عمان، احساء، قطیف، زیاره، بحرین، وادی الدواسر، الخرج، محمل، وشم، سُدَیر، استان قصیم، المجمعه، منیح، رنیّه و تربة تحت تصرف وهابیان درآمد. سعود بن عبدالعزیز کشورگشایی‌های وهابیان را در شبه جزیره عربستان تا خلیج فارس ادامه داد. در زمان ابراهیم بن سعود، عربستان از مصر شکست خورد و طوسون پاشا، فرمانده سپاه مصر، مکه را فتح کرد. اما نتوانست در مدینه پیشروی کند و به قاهره بازگشت. پس از طوسون پاشا، برادرش ابراهیم محمد علی پاشا نجد را گرفت و خود را به درعیه (پایتخت آل سعود) رساند و آن را به محاصره درآورد. این بار نیز مقاومت وهابیان را بار دیگر در هم شکست. دوران فرمانروایی عبدالله بن سعود آل سعود، اوج نفوذ فرهنگ اروپا در عربستان بود تا این که عبدالله بن سعود شکست خورد و به دستور ابراهیم پاشا محکوم به اعدام شد.
نخستین تلاش در زمینه برپایی دوباره فرمانروایی آل سعود توسط مشاری بن عبد الرحمن بن حسن بن مشاری آل سعود بود. پس از وی ترکی بن عبدالله آل سعود، ریاض را اشغال کرد. فیصل بن ترکی بن سعید ایجاد فرمانروایی دوم آل سعود را اعلام نمود. خالد بن سعود بن عبد العزیز آل سعود به فرمانروایی نجد منصوب شد اما عرب‌ها بر وی شوریده، او را از ریاض بیرون کردند. در دوران فرمانروایی عبدالله بن ثنیان بن ابراهیم آل سعود، مصر ارتش خود را از عربستان فراخواند. عبدالله بن فیصل بن ترکی بن عبدالله آل سعود با همدستی قبیله عجمان و سعود به بخش احساء حمله کرد. سعود بن فیصل بن ترکی آل سعود، قطیف را دوباره به سرزمین‌های سعودی افزود. عبدالرحمن بن فیصل به درگیری با فرمانروایی آل رشید پرداخت و سرانجام از آن‌ها شکست خورد و فرمان‌روایی دوم سعودی نیز از بین رفت.
فرمانروایی سوم سعودی را ملک عبدالعزیز بنیان نهاد و از ۱۹۰۲ تا ۱۹۵۳ حکومت کرد. پس از مرگ عبدالعزیز، پسران دیگرش با نام‌های سعود بن عبدالعزیز (حکومت ۱۹۵۳–۱۹۶۴) فیصل بن عبدالعزیز (حکومت ۱۹۶۴–۱۹۷۵) و خالد بن عبدالعزیز (۱۹۷۵–۱۹۸۲) و فهد بن عبدالعزیز (حکومت ۱۹۸۲–۲۰۰۵) در پی یکدیگر به پادشاهی رسیدند. فهد بن عبدالعزیز لقب خادم الحرمین الشریفین را برای خود برگزید. وی برای گسترش آیین وهابیت کوشش بسیار نمود و روابط و مناسبات سیاسی با جهان غرب ایجاد کرد. با مرگ فهد، برادرش عبدالله بن عبدالعزیز به پادشاهی عربستان رسید. عبدالله در ۲۳ ژانویه ۲۰۱۵ میلادی درگذشت و برادر و ولیعهد وی سلمان بن عبدالعزیز آل سعود به پادشاهی رسید.

### یمن
یمن کشوری است در همسایگی عربستان که از زمان‌های قدیم موقعیت خاص داشته است. یمن از قدیم ناحیه‌ای آباد و خرم و با نعمت بسیار و دارای جنگل‌ها در نقاط کوهستانی و در نقاط دیگر نخلستان‌ها و باغ‌ها میوه گوناگون می‌باشد. داستان سد تاریخی‌اش که بنام سد مأرب مشهور است در کتب تاریخ ذکر شده است. در آن دوران کشور یمن «عربستان خوشبخت» نامیده می‌شده است.
در یمن به دلیل باران‌های منظم زمین‌های زیر کشت و کشاورزی پر رونق بوده است؛ بنابراین جمعیت انبوه در آنجا سکونت یافتند و در نتیجه روستاها و شهرها را پدیدآوردند. گرد آمدن مردم بسیار در آن خطّه حاصلخیز صدها سال پیش از میلاد مسیح، دولت‌هایی را به وجود آورد و تمدنی را در آنجا پی افکند.
نخستین دولت معینیان است که پایتخت آن قرنو بود و بین سال‌های ۱۲۰۰ تا ۶۰۰ پیش از میلاد بر سرزمین یمن حکومت می‌کردند. سلطه بازرگانی آنان چنان وسعت داشت که از خلیج فارس تا کنار مدیترانه را فرا می‌گرفته است. دولت قتبان نیز در هزاره اول پیش از میلاد تأسیس شد و تا قرن دوم میلادی ادامه یافت و سرانجام توسط سبائیان برچیده شد. باستان شناسان از روی سنگ نوشته‌ها معلوم کرده‌اند که پادشاهان قتبان همچون سبا لقب مکرب داشتند یعنی نوعی قدرت روحانی و سیاسی را دارا بودند. دولتی هم که در حضرموت تأسیس شد پایتخت آن شبوه بوده و به واسطه برخورداری از تجارت کندر ثروت فراوانی داشته است.
در میان این دولت‌ها سبا دارای اهمیت خاص می‌باشد. قدرت سیاسی و نظامی و بازرگانی آنان توانست به تدریج حکومت‌های پراکنده جنوب را زیر پوشش حکومت مستقل و گسترده خود درآورد و دامنه سلطه خویش را تا به آفریقا بکشاند. سبائیان ۹ قرن بر این منطقه حکومت کردند و منطقه نفوذ خود را گسترش دادند و راه بازرگانی اقیانوس هند به دریای سرخ و از آنجا به خلیج عقبه و پیرامون آن را در اختیار گرفتند. دوره حکومت سبائیان تا یکصد و پانزده پیش از میلاد تداوم یافت. سرانجام قوم سبا توسط حمیریان منقرض گردید.
دولت حمیریان که برخی راجع به آن به‌طور مستقل صحبت کردند را می‌توان به دو دوره تقسیم نمود: نخست اینکه پادشاهان دوره اول در آغاز پادشاهان سبا و ذوریدان نام داشتند که عنوانی شامل حکومت قتبیان و حمیر است ولی تدریجاً حکومت به حمیریان منتقل گردید و از این زمان به بعد دوره دوم و حکومت آنان آغاز شده است. دولت دوم تبابعه نام داشت که پایتخت ایشان شهر ظفار از سرزمین یمن بود و چون نام عمومی هر یک از فرمانروایان این سلسله تبع بوده است حکومت ایشان را تبابعه می‌گویند. این دولت از سال پانصد و پانزده پیش از میلاد تا پانصد و سی و یک میلادی طول کشید و سرانجام توسط حبشیان انقراض یافت.
در زمان خسرو انوشیروان کار یمن یکسره شد و در رقابت میان ایران و روم، ایران پیروزی یافت. با چیرگی ایران بر جنوب عربستان در سال ۵۹۸-۵۹۷ میلادی یمن نیز به‌وسیله شاهنشاهان ساسانی به تصرف ایران درآمد و تا ظهور اسلام تابع حکومت ایران بود. شَهرَب (ساتراپ) ساسانیان در کل منطقه جنوب عربستان، باذان بود.
در دوران‌های پیش، نخستین تماسی که یمنی‌ها با خارج یافتند، در شمال عربستان بود و آن هنگامی بود که آشوریان راه بازرگانی یمن را به خطر انداخته بودند. همچنین فتوحات عظیم هخامنشی نیز ایشان را دچار خطر کرد. اما این حوادث صدمه‌ای به یمن وارد نکرد و اصولاً روابط یمن و اکثر اعراب جنوب با ایران بیشتر دوستانه بوده و انتشار دین مسیح در آن نواحی این دوستی را استوار کرد.
تا ظهور دین اسلام پس از مدتی اسلام در این سرزمین نفوذ یافت که عبدالله بن اسحاق بن ابراهیم یکی از حاکمان یمن در این دوران است.
همچنین در سال ۱۷۵۰ میلادی جزو قلمرو دولت عثمانی درآمد و با سقوط امپراتوری عثمانی، در سال ۱۹۳۴ میلادی با انعقاد قراردادی با انگلستان به استقلال رسید.
سابقاً حکومت یمن در دست امیری بود که او را امام یمن می‌خواندند و او شخصاً کشور را اداره می‌کرد ولی از سال ۱۹۶۲ میلادی برابر ۱۳۴۱ شمسی به جمهوری تبدیل شد.